# Michael Herm
Michael Herm (7 aprile 1976) è uno schermidore tedesco, specializzato nella spada. Ha vinto una medaglia di bronzo ai Campionati mondiali di scherma.